# Autoestrada A33
Die Autoestrada A33 ist eine Autobahn in Portugal. Die Autobahn beginnt in Coina und endet in Alcochete.

## Größere Städte an der Autobahn
- Coina
- Moita
- Montijo
- Alcochete